# Fibula Corsini
La fibula Corsini è un reperto archeologico etrusco ritrovato nella necropoli della Banditella, presso Marsiliana d'Albegna, nella provincia di Grosseto, e conservato al museo archeologico nazionale di Firenze.
Si tratta di una fibula, ovvero una spilla, utilizzata per assicurare le vesti sulle spalle e alla vita, databile al VII secolo a.C.; decorata a granulazione in argento e oro laminato, è uno dei più interessanti esempi pervenutici di oreficeria etrusca. Lungo l'arco e sul fodero sono scolpite figure di animali, ovvero piccole anatre e leoni. La spilla doveva appartenere a una figura di alto rango dell'aristocrazia etrusca, non solo per l'ottima fattura del manufatto, ma anche per essere stata ritrovata sepolta al centro di un cerchio di pietre vicino ai resti di un carro da guerra e un ricco corredo funerario composto da vasi di bronzo.
Prende il nome da Tommaso Corsini, principe e senatore del Regno d'Italia nonché proprietario della tenuta della Marsiliana, che scoprì la necropoli nel 1908 e ne promosse gli scavi.